# Amauronematus amplus
Amauronematus amplus är en stekelart som beskrevs av Friedrich Wilhelm Konow 1895. Amauronematus amplus ingår i släktet Amauronematus, och familjen bladsteklar. Arten är reproducerande i Sverige.